# コロンバール
コロンバール（仏：Colombard）ないしはフレンチ・コロンバール（北米での呼び方）はフランス原産の白ワイン用ブドウ品種である。シュナン・ブランと グエ・ブランの子孫とされている。アルマニャックで使用されるメリエ・サン・フランソワ（仏：Meslier-Saint-François）や、絶滅寸前ながらコニャックで栽培されるバルザック・ブラン（仏：Balzac blanc）は兄弟にあたる。
フランスでは、シャラント県とガスコーニュで伝統的に栽培され、それぞれコニャックとアルマニャックの生産に用いられる。今日では、ボルドーの白ワインおよびガスコーニュのヴァン・ド・ペイ・コート・ド・ガスコーニュとフロック・ド・ガスコーニュにも使用が許可されている。明瞭なグアバの香りを有することで知られる。
南アフリカでも広く栽培されており、"Colombar"とも綴られる。オーストラリアやイスラエルでも小規模ながら栽培例がある。